# كرايغ سكيلتون
كرايغ سكيلتون (بالإنجليزية: Craig Skelton)‏ هو لاعب كرة قدم بريطاني في مركز الهجوم، ولد في 14 سبتمبر 1980 في ميدلزبرة في المملكة المتحدة. لعب مع نادي ألترينتشام ونادي دارلنجتون.